# Évaluation de la spasticité
 (mai 2017).
Si vous disposez d'ouvrages ou d'articles de référence ou si vous connaissez des sites web de qualité traitant du thème abordé ici, merci de compléter l'article en donnant les références utiles à sa vérifiabilité et en les liant à la section « Notes et références ».
La spasticité musculaire est décrite comme un phénomène de désordre d’ordre moteur. En effet, elle correspond à une augmentation importante de la réponse tonique d’étirement d’un muscle. Cette augmentation est directement dépendante de la vitesse de réalisation du mouvement souhaité. Cela se résume donc par l’hyperexcitabilité du réflexe d’étirement chez une personne souffrant d’un syndrome pyramidal.

## Les différentes échelles
L’évaluation de la spasticité est délicate car elle comprend plusieurs paramètres, ce qui justifie l’existence de plusieurs méthodes d’évaluation de cette pathologie, aucune d’entre elles n’étant réellement très précise.
Ces échelles sont les plus connues et les plus utilisées pour évaluer la spasticité musculaire chez un patient. Pour autant, il existe d’autres méthodes d’évaluation et de mesure de ce phénomène qui sont quant à elles beaucoup plus utilisées dans le cadre de la recherche sur la spasticité. Parmi celles-ci on trouve la mesure de l’amplitude articulaire, celle des réflexes ostéotendineux, ou encore le score de fréquence des spasmes ou les bilans de tonus musculaire.

### L’échelle d’Ashworth modifiée
L’échelle d’Ashworth se base sur l’évaluation de la résistance à l’étirement lors d’un mouvement passif. Elle a été validée par Ashworth en 1964, à l’origine pour des patients atteints de sclérose en plaques. Cependant cette échelle est remise en question puisqu'elle prend en compte de nombreux facteurs de l’étirement d’un muscle, ne fait pas de distinction entre l’augmentation du tonus musculaire et la raideur mécanique du membre et est seulement validée pour la mesure de la spasticité du membre inférieur.
Elle a été modifiée en 1987 par Bohannon et Smith, pour différencier la spasticité légère et la spasticité modérée. Bohannon a validé l’échelle en mesurant la flexion du coude chez des patients ayant subi un accident vasculaire cérébral. Il a donc rajouté la partie « 1+ » à cette échelle.

#### Score Échelle Ashworth (Ashworth 1964)
- 0 : Pas d'augmentation du tonus musculaire.
- 1 : Légère augmentation du tonus musculaire qui se manifeste par un arc douloureux lorsque le segment touché est déplacé en flexion ou en extension.
- 2 : Augmentation plus marquée du tonus musculaire, mais le segment touché peut être déplacé avec facilité à travers la totalité de l'amplitude articulaire.
- 3 : Augmentation considérable du tonus musculaire, le mouvement passif est difficile et l'amplitude articulaire est réduite.
- 4 : Le segment touché est rigide en flexion ou en extension.

#### Score Échelle Ashworth modifiée (Bohannon et Smith 1987)
- 0 : Pas d'augmentation du tonus musculaire.
- 1 : Légère augmentation du tonus musculaire qui se manifeste par un arc douloureux suivi d'un relâchement ou par une résistance minime à la fin de l'amplitude articulaire lorsque le segment touché est déplacé en flexion ou en extension.
- 1+ : Légère augmentation du tonus musculaire qui se manifeste par un arc douloureux suivi d'une résistance minime à travers le reste (moins que la moitié) de l'amplitude articulaire.
- 2 : Augmentation plus marquée du tonus musculaire à travers la presque totalité de l'amplitude articulaire, mais le segment touché peut être déplacé avec facilité.
- 3 : Augmentation considérable du tonus musculaire, le mouvement passif est difficile.
- 4 : Le segment touché est rigide en flexion ou en extension.

### L’échelle Tardieu
Le principe est d’observer l’angle situé au point de résistance en effectuant l’étirement passif d’un membre. Le mouvement est effectué à différentes vitesses (V1, V2 et V3). À partir de là, l’examinateur va observer l’apparition d’une douleur en exagérant le réflexe d’étirement. On observe 5 niveaux d’apparition de cette douleur permettant d’évaluer la qualité de la réaction musculaire.
Cette échelle évalue donc la longueur musculaire et l’amplitude articulaire lors de mouvements dynamiques et statiques.
- V : La réaction à l’étirement est notée pour une vitesse donnée:
  - V1 : Le plus lentement possible.
  - V2 : A une vitesse moyenne.
  - V3 : Le plus rapidement possible.
- X : La qualité de la réaction musculaire
  - 0 : Aucune résistance durant tout le mouvement passif.
  - 1 : Légère augmentation de la résistance au cours du mouvement passif sans pour autant avoir la possibilité de distinguer clairement un ressaut à un angle précis du geste.
  - 2 : Apparition à un angle précis du mouvement d'un arc douloureux palpable, suivi d’un relâchement du muscle.
  - 3 : Clonus épuisable (moins de 10s lorsque l’on maintient l’étirement) survenant à un angle précis.
  - 4 : Clonus inépuisable (plus de 10s lorsque l’on maintient l’étirement) survenant à un angle précis.
- Y : Angle du mouvement auquel se produit la réaction musculaire.

### Échelle de spasme de Penn
C’est une échelle de type auto-évaluation de la spasticité après un traumatisme médullaire. Le patient doit évaluer la présence de spasmes et les quantifier selon 5 classes (de 0 à 4). À partir du niveau 1 inclus, il doit également évaluer la sévérité des spasmes sur une cotation en 3 niveaux (peu sévère, sévère, très sévère).
- 0 : Absence de spasme.
- 1 : Absence de spasme spontané (présence de spasmes induits par stimulation sensorielle ou mobilisation passive).
- 2 : Spasmes spontanés occasionnels.
- 3 : Nombre de spasmes spontanés compris entre 1 et 10 par heure.
- 4 : Plus de 10 spasmes spontanés par heure.

### Test du pendule de Wartenberg
Dans ce test, élaboré en 1951, on mesure de manière biomécanique la résistance à l'étirement passif. Ce test n'a été validé que pour l'évaluation de la spasticité du muscle quadriceps. Le patient est allongé à plat sur le dos, avec le genou en bord de table, de telle sorte que la partie distale du membre inférieur soit dans le vide et maintenue par le thérapeute. Ensuite, ce dernier lâche sèchement la jambe afin de créer une réponse musculaire vive. À ce moment, on mesure avec un goniomètre l'angle du genou du patient : s'il est très spastique, la jambe restera tendue malgré tout, et plus l'angle mesuré sera petit, plus la jambe sera fléchie et alors moins le patient sera spastique. Enfin, les mêmes mesures sont prises après plusieurs instants afin de comparer les angles articulaires aux différents stades de relâchement du quadriceps.

## L'importance du traitement
Une fois que le niveau de spasticité d’un patient est évalué grâce aux différentes échelles vues ci-dessus, il faut ensuite traiter cette pathologie car elle est invalidante pour la personne qui en souffre. Il existe bon nombre de traitements de natures différentes (kinésithérapie, injection de toxine botulique, etc.), étant chacun adaptés aux différentes intensités spastiques. Mais l’absence de traitement peut avoir des conséquences plus ou moins handicapantes et pouvant porter gravement atteinte à la qualité de vie des patients.
En effet, la liste des entraves à la vie quotidienne est longue si la spasticité n’est pas traitée :
- contractures musculaires
- douleur due aux spasmes musculaires
- lésions articulaires dégénératives
- perte de fonction des membres spastiques
- raccourcissement musculaire
- déformation du membre spastique
- incapacité de participer aux soins
- altération de la mécanique et de l’image corporelle.

On peut ajouter à cela les troubles étant lié à la position prolongée en décubitus dorsal qui fait la plupart du temps apparaître chez le sujet des troubles de l’humeur, ainsi que de grosses charges sur les points de pression qui mènent à l’apparition d’escarres. D’un point de vue plus pratique, le non traitement de la spasticité complique de manière considérable le déroulement des soins infirmiers et d’hygiène du fait de l’incapacité du patient de participer à ces soins.  Cependant cette spasticité non traitée peut parfois être bénéfique de manière très ponctuelle, par exemple, elle facilite les transferts du patient d’une surface à une autre.